# كلوديوس سيبريان فيذرستون
كلوديوس سيبريان فيذرستون هو محامي وسياسي أمريكي، ولد في 1 ديسمبر 1864، وتوفي في 28 مارس 1945.